# Lotta Lepistö
Lotta Lepistö (født 28. juni1989) er en finsk cykelrytter, der kører for EF Education-Oatly. 

I sin ungdom konkurrerede hun i svømning og triatlon udover cykling, før hun valgte at koncentrere sig om cykling, efter at hun blev finsk mester i landevejscykling. Hun konkurrerede i kvindernes linjeløb ved VM i landevejscykling 2013 i Firenze. Hun har vundet det finske mesterskabe flere gange, både i linjeløb og enkeltstart.